# 호날두: 세상은 그의 발 아래에
《호날두: 세상은 그의 발 아래에》(영어: Cristiano Ronaldo: The World at His Feet)는 2014년에 개봉한 미국의 영화이다. 포르투갈의 축구 선수인 크리스티아누 호날두를 소재로 한 다큐멘터리 영화이다.

## 캐스팅
- 베네딕트 컴버배치 : 나레이터
- 크리스티아누 호날두
- 데이비드 베컴

## 같이 보기
- 호날두 (영화)